# Schöberl
Schöberl (Plural: Schöberl oder auch Schöberln) sind rasch und heiß gebackene Suppeneinlagen aus der österreichischen Küche. Die quadratischen oder rautenförmigen Plätzchen bestehen aus dünnem, mit verschiedenen Zutaten verarbeitetem salzigem „Biskuit“. Spezielle Beliebtheit genießen Schöberl in Wien (Schöberl war auch ein Spitzname Beethovens unter seinen Freunden); in manchen alten Kochbüchern heißen sie auch Pflanzel.
Der österreichische Autor Peter Wehle berichtet von einem Kochbuch, in dem ein Hofkoch namens Schöberl als Erfinder genannt wird. Überdies fand Wehle aber auch einen alten Kalender mit Menüvorschlägen, in dem die Bezeichnung damit begründet ist, dass das Backwerk „mit einem kurzen Schub in den Ofen befördert“ wird. Laut dem Duden bezeichnet Schöberl im Österreichischen etwas „(Hinein-)Geschobenes.“
Gemeinsam ist allen Sorten von Schöberl, dass es sich um Rührmassen handelt, die im Backrohr bei hohen Temperaturen gebacken werden, bis sie eine goldgelbe Farbe erhalten. Grundbestandteile sind Dotter und Eiweiß, Butter (auch Milch oder Obers), Salz und Mehl (alternativ auch geschnittene Semmeln oder Semmelbrösel). Besonders bekannt sind Biskuitschöberl (Zubereitung ähnlich wie Wiener Masse, jedoch ohne Zucker), sowie die Kaiserschöberl, welche zusätzlich mit Reibkäse verfeinert werden.
Durch weitere Zutaten (zum Beispiel Leber, Schinken, Kohl, Gemüse) lassen sich viele Varianten an Schöberl zubereiten. Bei Grießschöberln entfällt das Mehl, jedoch wird der Grieß zuerst in Milch zu einer dicken Masse gekocht. In alten Kochbüchern findet man auch viele Varianten mit Innereien (Hirnschöberl, Milzschöberl, Leberschöberl, Markschöberl). Heute benennt zum Beispiel die Initiative Genussland Oberösterreich neben dem Grundrezept folgende Schöberl-Varianten: Gemüseschöberl, Pilzschöberl, Räucherfischschöberl, Spinatschöberl, Käseschöberl, Kräuterschöberl und Schinkenschöberl.

## Suppenvarianten mit Schöberl
Schöberl reicht man separat zu klarer Suppe, wobei in der Regel klare Gemüse- oder Rinderbrühe verwendet wird. Reine Rinderbrühe wird dabei in Österreich, im Unterschied zu Deutschland und zur Schweiz, auch als Rindersuppe oder Rindsuppe bezeichnet.
Die österreichische Küche kennt demzufolge eine Reihe von traditionellen Suppenzubereitungen mit Schöberl, wie unter anderem:
- Schöberlsuppe (auf bayerisch auch Schöwalsuppn genannt). Einfaches Grundrezept, bei dem die Schöberl mit Dotter, Eiklar und Mehl zubereitet werden. Nach dem Ausbacken und Zuschneiden werden sie portionsweise als Einlage in einer klaren Gemüse- oder Rinderbrühe serviert, garniert mit etwas gehackter Petersilie oder Schnittlauchröllchen.[4]
- Biskuitschöberlsuppe, auch Bisquitschöberlsuppe. Grundmasse für Schöberl in der (Alt) Wiener Küche. Für Biskuitschöberl werden schaumig gerührte Butter, Dotter, Milch oder Obers und Mehl je nach Rezept zu einer Masse verarbeitet, unter die dann gesalzener Eischnee gehoben wird.[5] Traditionell werden sie mit einer klaren Rindssuppe serviert.[6]
- Kaiserschöberlsuppe. Die Kaiserschöberl sind eine Variation der Biskuitschöberl und werden zusätzlich mit geriebenem Hartkäse zubereitet.[5] Traditionell wird dabei Parmesan verwendet, der früher aus den italienischen Hoheitsgebieten der österreichischen Monarchie nach Wien gelangte.[7][8]
- Kräuterschöberlsuppe. Die Biskuitschöberl-Grundmasse wird mit frischen, gehackten Küchenkräutern (Petersilie, Kerbel, Estragon oder Basilikum) vermischt.[5]
- Markschöberlsuppe. Eine weitere Variation der Biskuitschöberl, bei der früher Rückenmark vom Kalb verwendet wurde.[9] Obwohl das Rückenmark von Schlachttieren seit Herbst 2000 wegen der Gefahr der BSE-Übertragung gemäß EU-Richtlinien nicht mehr im Handel ist, findet sich diese Zubereitungsart immer noch in zahlreichen Kochbüchern und Rezepten.[10][11] Heute wird Knochenmark aus den Röhrenknochen verwendet.[5]
- Schinken-Erbsen-Schöberlsuppe. Die Biskuitschöberl-Grundmasse wird mit fein gewürfeltem Schinken und gekochten Erbsen vermischt.[5]